# نادي الكومنولث في كاليفورنيا

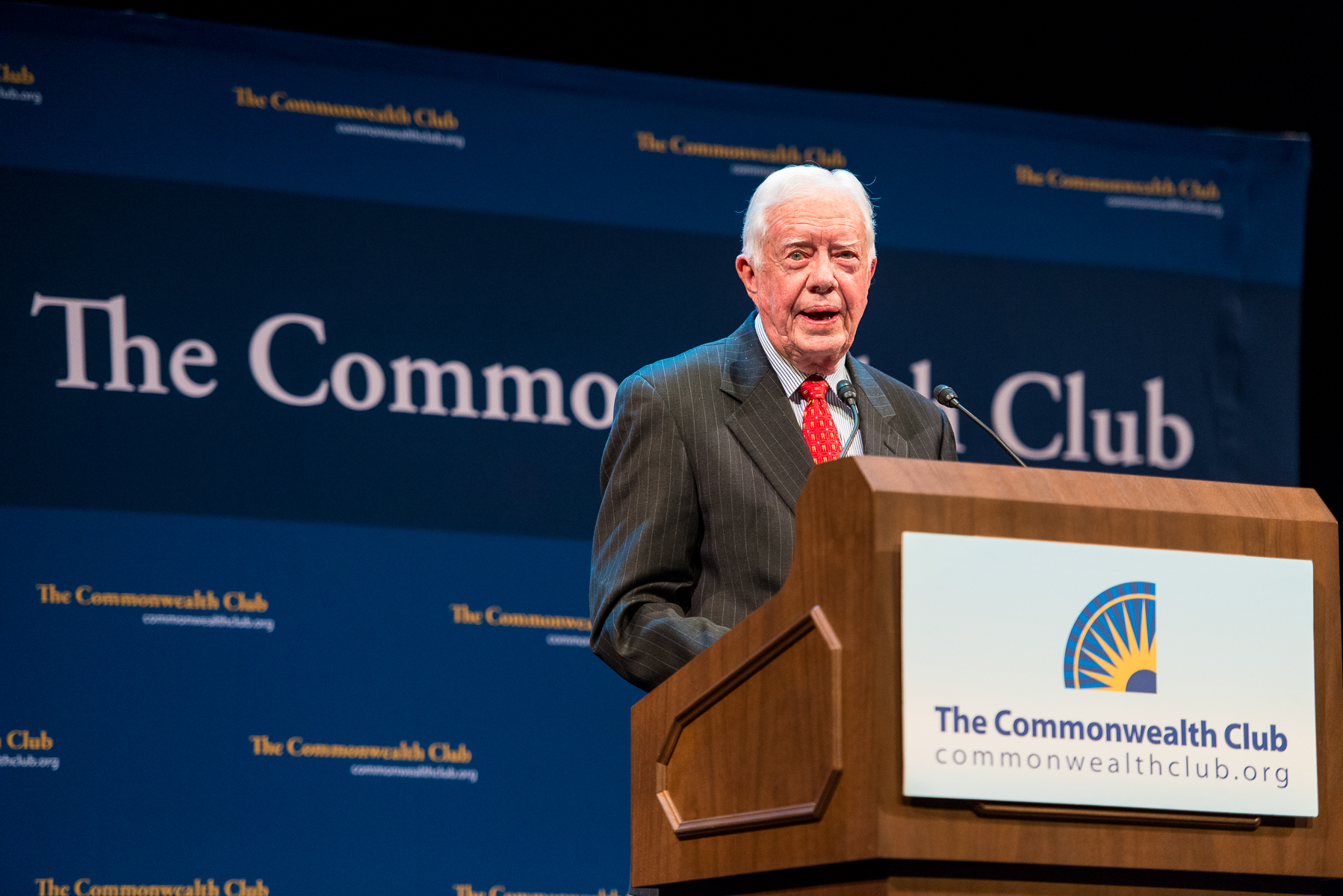

نادي الكومنويلث في كاليفورنيا هو منظمة غير ربحية، تعليمية غير حزبية، مقرها في شمال كاليفورنيا. تأسس عام 1903، وهو أقدم وأكبرمنتدى للشؤون العامة في الولايات المتحدة والعضوية مفتوحة للجميع.

## الأنشطة
يضم نادي الكومنويلث أكثر من 25000 عضو وينظم ما يقرب من 500 برنامج سنويًا حول موضوعات تتراوح بين السياسة والثقافة والمجتمع والاقتصاد.  حوالي 80، 000 شخص يحضرون هذه الأحداث شخصيًا سنويًا. ويرأسها حاليا خبيرة في الأمن الدولي ومفاوضاتالأسلحة، ومسؤولة سابقة في البنتاغون وسيدة الأعمال، غلوريا دوفي. يتم بث أحداث النادي على العديد من المحطات الإذاعية العامة والتجارية في أطول برنامج إذاعي مستمر في البلاد. وتودع سجلات هذه البرامج في محفوظات معهد هوفر بجامعة ستانفورد.
قام النادي ببث برامجه الإذاعية منذ عام 1924، ويتم بثها حاليًا أسبوعيًا من قبل حوالي 230 محطة إذاعية عامة وتجارية في جميع أنحاءالبلاد. يمكن للمقيمين المحليين في باي إيريا مشاهدة البرامج المتلفزة من النادي على تلفاز كي جي أو من خلال البث المباشر أو أرشيفالفيديو لبرامجها على فيس بوك ويوتيوب وكذلك نشرها على موقع النادي على الويب. يتوفر البودكاست الشهير للنادي على آي تونز وعلى موقع النادي على الإنترنت ومجلة كومنويلث النصف شهرية متاحة لأعضاء النادي.
بالإضافة إلى استضافة الخطب والنقاشات، في أواخر التسعينات، استأنف النادي دوره المبكر في بدء مشاريع السياسة العامة.  وقدشملت هذه المشاريع «أصوات الإصلاح»، وهي محاولة غير حزبية لجمع صانعي السياسة في كاليفورنيا وقادة الرأي لتحسين إدارة الولاية.  أصبحت أصوات الإصلاح منظمة مستقلة قادت كاليفورنيا إلى الأمام. وبالمثل، تم دمج مشروع كاليفورنيا لوسائل الإعلام في كاليفورنياووتش، وهو جزء من مركز التقارير التحقيقية.
كما يقدم النادي برامج سفر، مع رحلات تعليمية في الخارج كل عام إلى وجهات مثل تركيا وجنوب شرق آسيا وإيران.
يتعرض نادي الكومنولث أحيانًا لانتقادات من أشخاص يعتقدون أنه يمثل فلسفة سياسية واحدة أو أخرى، وغالبًا ما يركزون على نقدمتحدثين محددين يختلف معهم النقاد.  لكن أحداث النادي التي يزيد عددها عن 400 حدث سنويًا تضم متحدثين من مجموعة واسعة منوجهات النظر - المحافظين والليبراليين والمعتدلين والمتطرفين والدينيين والعلمانيين والمؤيدين لإسرائيل والموالين للفلسطينيين.
جوائز كتاب كاليفورنيا
يرعى نادي الكومنولث جوائز كاليفورنيا للكتاب، والتي بدأت عام 1931 لتكريم «الجدارة الأدبية الاستثنائية لكتاب وناشرين كاليفورنيا». يتمتمويل جوائز كاليفورنيا للكتاب عن طريق هبة من الدكتورة مارثا هيسلي كوكس، أستاذة الأدب الأمريكي الراحلة في جامعة ولاية سانخوسيه. تُمنح ميداليات (ذهبية وفضية) وجوائز نقدية حاليًا في فئات الخيال والقصص والشعر وأول عمل خيالي، كاليفورنيانا (أدب خياليأو غير روائي يتعلق بكاليفورنيا)، أدب الأحداث (حتى سن 10)، أدب البالغين الشباب (سن 11-16)، والمساهمة البارزة في النشر. تختارالكتب الفائزة من قبل لجنة تحكيم مستقلة.

## التاريخ
تأسس نادي الكومنولث عام 1903 على يد إدوارد ف. آدمز، المحرر الزراعي في صحيفة سان فرانسيسكو كرونيكل. قرأ آدمز ورقة تعتبرالآن الوثيقة التأسيسية للنادي، في اجتماعه الأول، والتي كتب فيها "ليس لدي خوف من عدم المتابعة طالما أنه من البديهي أننا نقترح فقطالعثور على الحقيقة ونشرها للعالم.
أربعة قادة بارزين في كاليفورنيا - رئيس جامعة كاليفورنيا بنيامين إيدي ويلر، ورئيس تحرير سان فرانسيسكو كرونيكل، جون بي يونج، ورئيس مدرسة سان فرانسيسكو العادية (لاحقًا جامعة ولاية سان فرانسيسكو) فريدريك بيرك، وليام بي. لولر، وهو قاض أصبح لاحقًا  قاضي المحكمة العليا في كاليفورنيا - شارك في تأسيس المنظمة مع آدمز.  كان الاسم الأصلي للنادي هو «الاغورا»، وهو ما يعنيباليونانية مكانًا مفتوحًا للتجمع المدني، لكن تم تغييره سريعًا إلى «نادي الكومنولث»، مما يدل على السعي لتحقيق الصالح العام.  كان أولرئيس للنادي هو التاجر والمؤلف والمسؤول العام هاريس وينستوك.
ومن بين الأعضاء الأوائل في النادي، مؤسس بنك أمريكا إيه بي جيانيني، والمهندس المعماري برنارد مايبيك، والرئيس الأمريكي هربرتهوفر، ومؤسس شركة بكتل دبليو. إيه. بيشتيل، وأعضاء من عائلة هاس الذين ترأسوا ليفي شتراوس، والسناتور الأمريكي جيمس فيلان، وسان فرانسيسكو مايور وكاليفورنيا  حاكم جيمس «صني جيم» رولف، مؤسس شركة ماتسون للملاحة، ويليام ب. روث، رئيس جامعة ستانفورد ووزير الداخلية الأمريكي راي ليمان ويلبر، دكتوراه في الطب، مؤسس بنك كاليفورنيا / بنك يونيون، ويليام تشابمان رالستون، كراون زيلرباخ مؤسس جيه سي زيلرباخ، متجر متعدد الأقسام  مؤسس جوزيف ماجن، حاكم ولاية كاليفورنيا جيه. جيليت، ومؤسسمصنع الخمور السويسري الإيطالي كارلو روسي، وإسياس هيلمان ممول الساحل الغربي البارز والرئيس الأول لبنك ويلز فارجو. كانهدفهم التعاون على تحسين المدنية على الرغم من الاختلافات السياسية والأيديولوجية.  تمت دعوة المتحدثين إلى مخاطبة أعضاء الناديلإطلاعهم على وجهات نظر مختلفة حول القضايا المهمة، وبعد ذلك في كثير من الأحيان تصدر عضوية النادي تقارير أو بيانات أو توصياتبشأن قضايا السياسة العامة.
ضم رؤساء النادي في النصف الثاني من القرن العشرين الممثلة والسفيرة شيرلي تمبل بلاك، وقاضي المحكمة العليا في كاليفورنيا مينغتشين، ومستشار UCSF يوليوس كريفانس.  من بين أعضاء النادي القادة الوطنيين البارزين مثل وزير الخارجية السابق جورج شولتزووزير الدفاع السابق ويليام بيري، بالإضافة إلى المواطنين من المهن مثل الأعمال التجارية والقانون والطب والتدريس والفنون والتكنولوجيا والصحافة.
استضاف النادي العديد من المتحدثين على مستوى عالمي بما في ذلك العديد من الرؤساء الأمريكيين وغيرهم من القادة السياسيينالرئيسيين في الولايات المتحدة وخارجها، وكبار رجال الأعمال، والناشطين الاجتماعيين المؤثرين.  و لا يتلقى المتحدثون أي تكريم.
أطلق نادي الكومنولث الانفورام، المكرس لخدمة احتياجات الناس في العشرينات والثلاثينيات من العمر المهتمين بالشؤون العامة غير الحزبية عام 2002. أنشأ النادي «المناخ الأول» عام 2007، لجمع الأكاديميين والصناعة والناشطين من جميع جوانب قضايا الطاقة وتغير المناخللمناقشة والتخطيط.
يقع مقر النادي في سان فرانسيسكو.  على الرغم من أن معظم برامجها موجودة في سان فرانسيسكو وسيلكون فالي ومقاطعة مارينولافايت (في منطقة إيست باي شمال شرق سان فرانسيسكو)، فإنها تستضيف أيضًا مناسبات عرضية في ساكرامنتو وجنوب كاليفورنيا والعاصمة واشنطن. يقع وادي السيليكون في ميلبيتاس، كاليفورنيا.
احتفل النادي بافتتاح مقره الأول المملوك، في سبتمبر 2017، وهو مبنى مساحته 24000 قدم مربع، 33 مليون دولار، على الواجهة البحرية لسان فرانسيسكو في 110 شارع إمباركاديرو.  صممت المبنى ليدي مايتوم ستايسي، وهي شركة معمارية في سان فرانسيسكووفائزة بجائزة المعهد الأمريكي للمهندسين المعماريين لعام2017. تم تصميم المبنى خصيصًا ليكون بمثابة منتدى مدني، مع قاعاتالمحاضرات ونظام ماير ساوند كونستيليشن وتكنولوجيا كوب لوب للسمع ومناطق المحادثة غير الرسمية ومنشآت إنتاج الصوت والفيديووشاشات المعلومات الرقمية وعناصر فريدة أخرى لخدمة هدف النادي.  إنه أيضًا ترميم تاريخي لمبنى كان أول مقر للاتحاد الدولي لأفرادالسفن. يتميز مقر النادي بأنه مستدام بيئيًا، مع ميزات تشمل التبريد بالهواء الخارجي، والألواح الخشبية المستصلحة من المبنى الأصليفي الموقع، وإضاءة LED والبلاط والسجاد مع محتوى معاد تدويره.  كما يقع بالقرب من مرافق النقل العام التي تخدم منطقة الخليج.

## المتحدثين
قائمة بأسماء المتحدثين والخطب البارزة بالآلاف وتشمل قادة سياسيين وعسكريين محليين وأجانب، وعلماء ومؤلفين وناشطين وفنانين حائزينعلى جائزة نوبل.  نشر عام 2004 كتابًا عن خطب النادي المهمة بعنوان «كل صوت عظيم» من قبل شركة النشر هاي داي.
ألقى الرئيس فرانكلين ديلانو روزفلت خطاب الصفقة الجديد في النادي.  أثناء وجوده في منصبه، تحدث الرئيس دوايت آيزنهاور في النادي، كما فعل رئيس الوزراء السوفيتي نيكيتا خروتشوف.  خلال فترة ولايته كنائب للرئيس، ألقى دان كويل خطابه الشهير ميرفي براون إلى المجموعة. ألقت وزيرة الخارجية آنذاك هيلاري كلينتون خطابها العام الثالث فقط منذ توليها منصبها في النادي عام 2010 . ومن بينالمتحدثين الرئيسيين الآخرين، نائب الرئيس السابق آل غور؛  المخرج فرانسيس فورد كوبولا؛  الممثل الكوميدي جون كليز.  وزراء الخارجية السابقون كوندوليزا رايس وجورج شولتز وجيمس بيكر ومادلين أولبرايت؛  حاكم كاليفورنيا أرنولد شوارزنيجر؛  جانيت يلين رئيسة الاحتياطي الفيدرالي؛  المؤلفان كريستوفر هيتشنز ومايكل كريشتون وأيان هيرسي علي وغريغ مورتنسون؛  رجل أعمال القروض الصغيرة والحائز على جائزة نوبل محمد يونس؛  المؤرخ فيكتور ديفيس هانسون؛  الطيار تشيسلي سولينبرجر، مدير وكالة المخابرات المركزية ليونبانيتا، نجم الدوري الاميركي للمحترفين السابق كريم عبد الجبار، وقادة الأعمال إريك شميدت، وريتشارد كوفاسيفيتش وديفيد أورايلي.
انطلاقًا من أقسام الدراسة التي تم تشكيلها في الأيام الأولى للنادي، يضم النادي اليوم 15 منتدى حاليًا بقيادة الأعضاء، يجتمع كل منهابشكل متكرر لاستضافة المتحدثين والمشاركة في مناقشة حول موضوعات تشمل الفنون ومأكولات الخليج (الطعام والنبيذ)، شؤون آسياوالمحيط الهادئ، الأعمال والقيادة، البيئة والموارد الطبيعية، البالغون (النصف الثاني من قضايا الحياة)، الصحة والطب، العلوم الإنسانية، العلاقات الدولية، قضايا المثليين، الشرق الأوسط، النمو الشخصي، علم النفس، والعلوم والتكنولوجيا. يتم رعاية نظرة مكثفة على موضوع واحد كل شهر أغسطس من خلال البلاتفورام الخاص بالنادي، حيث تقام الأحداث يوميًا على مدار الشهر حول الموضوع، ويتمفحصها من منظور العديد من المجالات المختلفة.  شملت موضوعات البلاتفورام السنوية صعود الصين (2006)، الماء الصافي البارد (2007)، كيف نأكل (2008)، بالنسبة لريتشر، من أجل الفقراء: البقاء على قيد الحياة والازدهار في الكساد العظيم (2009)، وصعودالمرأة (2010).  تتضمن سلسلة البلاتفورام ليس فقط المحاضرات والمناقشات، ولكن في كثير من الأحيان وجبات الطعام والسفر والتعلمالتجريبي مثل التجديف في خليج سان فرانسيسكو (الماء البارد العذب).
الانفورام هو قسم أو جزء النادي لأفراد المجتمع الأصغر سنا.  منذ تأسيسها عام 2002، قام الانفورام بإشراك جيل جديد في النقاشالمدني من خلال برامجه الحيوية والمثيرة للجدل.

## المشاريع
على مر السنين، تمت دراسة عدد من القضايا بشكل متعمق من قبل قادة الأندية أو لجان الأعضاء أو العلماء بتكليف من نادي الكومنولث.  من بين الموضوعات التي تمت دراستها كانت الديمقراطية المباشرة (عملية المبادرة)، وتلوث الهواء، وخطة المياه على مستوى الولاية، والقيودالمفروضة على عمل الأطفال، وتعويض حوادث السيارات، والإجراءات التشريعية. وكانت الولاية الطويلة الأمد للعديد من هذه الدراسات هي«التحقيق ومناقشة المشكلات التي تؤثر على رفاهية الكومنولث والمساعدة في حلها.»  نشأت العديد من الابتكارات في مجال السياسات فيكاليفورنيا - مثل مكاتب المحامين العامين وكتيب مطبوع لتفسير الناخبين ليتم الاقتراع - من خلال الدراسات والمناقشات في نادي الكومنولث.
كلفت إحدى هذه الدراسات الأكثر شمولاً عام 1953 واستمرت حتى عام 1956. وقد نتج عنها كتاب «الرعاية الاجتماعية لولاية كاليفورنيا: التشريعات، والتمويل، والخدمات، والإحصاءات» التي نشرتها برنتيس-هول. فون ديفيس بورنيت، حامل للدكتوراه حديثاً التي تلقاها منجامعة ستانفورد في الوقت الذي أُلِّف فيه الكتاب.
أنتج النادي "Final Choice"(الخيار النهائي)، وهو فيلم وثائقي بث على PBS «برنامج تلفزيوني» عام 1998. وقد تابع عائلات ثلاثة أشخاص مصابين بأمراض حادة واستكشف قضية الانتحار بمساعدة الأطباء.
درس مشروع «أصوات الإصلاح» الحاجة إلى تحسين إدارة الولاية في كاليفورنيا من عام 2003 إلى عام 2007 . أدت VOR إلى تطويرمنظمة الإصلاح المستقلة في كاليفورنيا عام 2008 إلى الأمام.
إحدى المبادرات الحالية هي «المناخ الأول»، الذي أخرجه جريج دالتون، الذي يجمع قادة من قطاع الأعمال والحكومة والمجتمع المدنيلمناقشة اقتصاد عالمي منخفض الكربون.  المناخ واحد يحمل الموائد المستديرة القيادة الخاصة وكذلك المناقشات العامة ويعطي جائزة الاتصالات السنوية ستيفن شنايدر علوم المناخ.  من بين الضيوف الذين حضروا حفل «المناخ الأول» آنذاك حاكم كاليفورنيا أرنولدشوارزنيجر، رئيس مجلس إدارة شركة جوجل ورئيسها التنفيذي إريك شميدت، رئيس مجلس إدارة شركة IPCC الحائزة على جائزة نوبل، راجندرا باتشوري، ورئيس مجلس إدارة جنرال موتورز ورئيسها التنفيذي ريك واجنر.
أنتجت سلسلة من المتحدثين لعام 2011 حول ريادة الأعمال الاجتماعية، بما في ذلك مقابلات مع رواد أعمال اجتماعيين، كتاب  The Real Problem Solvers”حل المشاكل الحقيقية"، من تأليف روث شابيرو، الذي أصدرته مطبعة جامعة ستانفورد في نهاية عام 2012.
تعاون النادي مع مذيع الإذاعة والتلفزيون LGBTQ ميشيل مواء لاستضافة برنامجها الإذاعي اليومي أمام جمهور مباشر يوميًا كل أسبوععام 2018، من بين ضيوف معرض ميشيل ميو في نادي الكومنولث ، المؤسس المشارك في Black Lives Matter «مسألة حياة السود»، أليشيا غارزا ، عالمة ومعلمة تام أوشاونيسي (شريك الحياة لرائد الفضاء سالي رايد)، كاتي سويرز (أول مدرب خارج LGBTQ في NFL)،  جاسون بروك ، المصارع النهائي لنهاية فاكتور ، والكوميدي سامبسون ماكورميك ، المتزلج الأولمبي آدم ريبون ، وآخرون.
نظرًا لأن النادي ليس حزبيًا تمامًا ولا يتخذ مناصب بشأن القضايا ، عندما ينضج المشروع إلى الحد الذي يتم فيه النظر في وصفاتالسياسة ، كما في حالة أصوات الإصلاح ، فإن النادي يساعد المشروع على أن يصبح كيانًا منفصلاً عن  النادي نفسه.

## روابط خارجية
- Official website
- Inforum
- Commonwealth Club of California on FORA.tv
- Commonwealth Club of California Records. Hoover Institution Archives: Stanford University. 2003C87.
- Works by or about Commonwealth Club of California at أرشيف الإنترنت
- "Commonwealth Club of California". مكتبة فيديو سي-سبان  [لغات أخرى]‏.